# Лисаковський Андрій Анатолійович
Андрій Анатолійович Лисаковський (нар. 4 травня 1975) — український футболіст, нападник. По завершенні кар'єри — футбольний арбітр.

## Кар'єра гравця
Вихованець одеського «Чорноморця». З 1993 по 1994 рік грав в аматорській команді «Благо» (Благоево). У 1995 році, разом з одноклубником Сергієм Чмеруком, перейшов з «Благо» в СК «Миколаїв». У вищій лізі чемпіонату України дебютував 4 березня 1995року в матчі з «Вересом» (1:0). Всього у «вишці» зіграв 3 матчі, виходячи лише на заміни. Решту кар'єри провів в молдовських «Тилігулах» та «Агро», а також у професіональних («Газовик-Газпром» та «Балтика») та аматорський російських клуб.

## Кар'єра арбітра
Арбітраж аматорських регіональних змагань розпочав у 2002 році, вже в наступному — аматорських змагань України. З 2005 року працював арбітром другої, з 2009 року — першої. 13 липня 2013 року суддя Андрій Лисаковский дебютував у Прем'єр-лізі як головний суддя. У цей день він обслуговував матч «Таврія» — «Зоря», 0:2. Як суддя, представляє Одесу.

## Сім'я
Батько, Анатолій Лисаковський, також футболіст.